# Mortal Kombat: Deadly Alliance
Mortal Kombat: Deadly Alliance é um jogo eletrônico de luta de 2002 desenvolvido e publicado pela Midway para Xbox, PlayStation 2, GameCube e Game Boy Advance. Foi o primeiro jogo da série Mortal Kombat produzido exclusivamente para consoles domésticos, sem lançamento anterior para arcade. É a quinta edição principal da franquia Mortal Kombat e uma sequência de Mortal Kombat 4.
O jogo é o único título principal que não apresenta o protagonista da série, Liu Kang, como personagem jogável. É também o primeiro jogo da série canônica a não ter o envolvimento do co-criador John Tobias, já que ele deixou a Midway em 1999 para seguir outros interesses. Mortal Kombat: Deadly Alliance recebeu críticas positivas dos críticos e foi apontado por renovar o interesse na franquia Mortal Kombat, que enfrentava baixas vendas com seus últimos lançamentos.
Além do porte para Game Boy Advance, uma segunda versão intitulada Mortal Kombat: Tournament Edition foi lançada em 25 de agosto de 2003.

## Jogabilidade
Como todos os jogos de Mortal Kombat, Deadly Alliance se concentra fortemente em seus modos de luta. À parte de um jogo de luta, a jogabilidade é completamente diferente dos títulos anteriores da franquia. Cada personagem agora possui três estilos de luta individuais, geralmente dois estilos corpo a corpo e um estilo de arma (exceto para Blaze e Mokap, que receberam três estilos corpo a corpo e nenhum estilo de arma) que os jogadores podem alternar entre com o apertar de um botão. Em jogos anteriores, além de combos todos os personagens lutaram praticamente de forma idêntica, com apenas golpes especiais para diferenciá-los. O número de golpes especiais por personagem (utilizáveis em qualquer estilo de luta) também foi reduzido, variando apenas de dois para quatro para a maioria, obrigando assim o jogador a fazer uso do sistema de luta aprimorado. Os personagens não podem mais correr e não há medidor de corrida. No entanto, embora ainda limitado a se mover apenas para o fundo e para o primeiro plano, o movimento na terceira dimensão (3D) é muito mais fácil e pode ser usado continuamente (em Mortal Kombat 4, o desvio foi mapeado para dois botões diferentes e pode ser executado em uma taxa de cerca de um segundo). Para evitar que os lutadores saiam da arena, limites que de outra forma seriam invisíveis aparecem quando um lutador é jogado contra a borda.
O modelo dos personagens ficou mais realista. A pele, roupa ou cabelo se moverá ou balançará em um personagem conforme ele se move. Danos como hematomas, cortes e feridas no rosto de um personagem são visíveis no decorrer da luta. A interação ambiental está presente, mas pouco frequente. Vários níveis incluem obstáculos - como pilares ou estátuas - que podem ser quebrados para causar dano a um oponente próximo. Existe apenas um Fatality por personagem, enquanto os jogos anteriores incluíam muitas maneiras de finalizar o oponente. Junto com Mortal Kombat X (até a atualização XL), é o único outro jogo da série Mortal Kombat que não inclui Stage Fatalities (ou Death Traps), embora o nível "Acid Bath" ainda possua estátuas especiais de vômito de ácido chamadas "Acid Buddhas" que causam dano diretamente aos lutadores que se aproximam muito deles.
Deadly Alliance apresenta o modo Konquest (conquista), que expande o enredo e atua como um tutorial para cada personagem. O modo Konquest consiste em uma série de missões para completar com cada um dos personagens. Entre cada sequência, é mostrado um vídeo de um monge não controlável se movendo entre vários locais no caminho, mas isso não tem nenhuma influência real na jogabilidade em si, a não ser para simular o sentido de uma jornada. Depois de completar oito "tarefas de combate" iniciais com Sub-Zero, o jogador é instruído a completar um conjunto específico de tarefas com cada personagem, que variam desde realizar combos difíceis até derrotar oponentes. Cada série vem com instruções de texto que incluem um enredo básico que se aprofunda nos antecedentes e motivos de cada personagem. Os personagens Blaze e Mokap só podem ser desbloqueados ao completar todos os estágios do konquest. Ao completar cada missão (de uma dificuldade inicial para cada personagem que aumenta por missão), o jogador é recompensado com uma série de "Koins" que atuam como a moeda do jogo para abrir caixões na cripta e desvendar os segredos do jogo.
O krypt (cripta) é um recurso no qual o jogador pode comprar extras com moedas ganhas no jogo regular e no modo konquest. O krypt consiste em 676 "koffins" (caixões) organizados em um formato quadrado com cada um designado alfabeticamente por uma designação de duas letras (AA–ZZ). Os caixões estão cheios de um grande número de segredos e desbloqueáveis.
Cada "koffin" tem um preço designado diferente, listado em um número (de 1 a milhares) e tipo (ouro, rubi, safira, jade, ônix e platina) de "koins" que custaria para abrir o caixão. O Krypt inclui personagens desbloqueáveis, arenas e trajes alternativos. Também estão incluídos entre os koffins vários vídeos, imagens, esboços conceituais e histórias em quadrinhos. Alguns "koffins" contém "koins" que podem ser usados para outros "koffins", outros contém dicas de onde outros itens estão localizados e outros estão vazios.
"Test Your Might", o minijogo original da série Mortal Kombat, retorna pela primeira vez desde o jogo original, e uma variação, "Test Your Sight", também está incluída. Em "Test Your Sight", o personagem fica em frente a um conjunto de copos, e o jogo mostra ao jogador qual copo contém o ícone do logotipo de Mortal Kombat. Os copos então começam a se mover em uma ordem aleatória e, no final, é preciso selecionar o copo que contém o ícone. À medida que o jogador avança no minijogo, o número de copos aumenta, assim como a velocidade com que as xícaras se movem. Ter sucesso em "Test Your Might" e "Test Your Sight" recompensa o jogador com moedas.
Mortal Kombat: Tournament Edition, exclusivo para Game Boy Advance, adiciona três modos: "Survival", "Tag Team" e "Practice", bem como Fatalities de armas. Embora ambas as versões do GBA apresentem sprites 2D, o Tournament Edition foi o primeiro jogo portátil de Mortal Kombat a apresentar jogabilidade no estilo 3D.

## História
No final de Mortal Kombat 4 (no cânon da história de Scorpion), Quan Chi se revelou o assassino da família e do clã de Scorpion e tenta mandá-lo de volta ao Netherrealm (submundo). Scorpion, furioso, agarrou Quan Chi no último minuto, levando o feiticeiro com ele para o submundo. Na introdução, é revelado que Quan Chi foi capaz de escapar de Netherrealm por um portal místico usando o amuleto de Shinnok. Ele vai parar em um túmulo contendo vários restos mumificados e uma antiga pedra rúnica, é revelado que os restos mortais são do exército "invencível" do esquecido governante da Exoterra, conhecido simplesmente como o "Rei Dragão". Aprendendo que o exército pode ser revivido, Quan Chi faz uma aliança com Shang Tsung, oferecendo-lhe um suprimento infinito de almas em troca de ele transplantar as almas dos guerreiros derrotados para o exército mumificado. Os dois trabalham juntos para derrotar e matar o atual imperador da Exoterra, Shao Kahn, e o campeão do Mortal Kombat, Liu Kang, as duas maiores ameaças dos planos perversos da aliança mortal. Após uma demonstração falsa de lealdade, Quan Chi e Shang Tsung atacam e derrotam o já enfraquecido imperador Shao Kahn. Posteriormente, a dupla embarca para o plano terreno em busca de Liu Kang, através de um portal. Shang Tsung, disfarçado, ataca Liu Kang em seu treinamento na academia Wu Shi, Liu Kang luta contra o seu arqui-inimigo, apesar de seus esforços, ele é abatido por uma magia de Quan Chi. Shang Tsung aproveita a desvantagem de Liu Kang e quebra o seu pescoço resultando em sua morte. Shang Tsung absorve a alma de Liu Kang. Incapaz de interferir como um Deus Ancião, Raiden renuncia ao seu status depois de perceber que, se a aliança mortal for vitoriosa, o Reino da Terra estará condenado.
Nota: a história começa em Netherealm (embora este reino não apareça em nenhuma arena jogável), e depois muda para Exoterra, Edenia e eventualmente Earthrealm (o plano terreno). Para entender completamente o enredo de Deadly Alliance, o jogador não deve apenas completar o modo Konquest, mas também o clássico modo Arcade. Como de costume, completar o modo Arcade desbloqueia finais para cada personagem em forma de vídeos contendo imagens com a narração de Raiden explicando os acontecimentos e o desenrolar da história do final de cada personagem. Alguns finais ou parte deles são considerados cânone do enredo de Mortal Kombat, porém, o desfecho do que realmente aconteceu com os personagens só foi revelado na sequência de Deadly Aliance, Mortal Kombat: Deception.

## Personagens
O jogo apresenta 21 personagens jogáveis, com dois personagens secretos adicionais e um não jogável.

### Novos personagens
- Blaze – Um ser elemental do fogo que tem a função de guardar o ovo do Rei Dragão (personagem secreto).
- Bo' Rai Cho - Mestre de artes marciais nativo de Outworld e ex-treinador de Liu Kang.
- Drahmin - Um Oni de Netherrealm em busca de vingança contra Quan Chi por abandoná-lo no reino depois de ajudar o feiticeiro a escapar.
- Frost - primeira estagiária Lin Kuei de Sub-Zero que carece de humildade.
- Hsu Hao - agente da Red Dragon enviado para se infiltrar e destruir a OIA.
- Kenshi - Um espadachim cego que foi empregado brevemente pela OIA antes que o portal fosse destruído, cegando-o e prendendo-o em Outworld.
- Li Mei - nativa de Outworld cujo povo é escravizado pela aliança mortal. Ela entra em um torneio patrocinado pelos feiticeiros na esperança de ganhar sua liberdade.
- Mavado - mentor do Dragão Vermelho que ordenou que Hsu Hao se infiltrasse na OIA. Mata Kabal.
- Mokap – Personagem de brincadeira que dizem ter feito trabalhos de captura de movimento para os filmes de Johnny Cage. Incluído no jogo como uma homenagem ao artista gráfico da Midway, Carlos Pesina, que retratou vários personagens nos jogos digitalizados de Mortal Kombat e realizou trabalhos de captura de movimento para Deadly Alliance (personagem secreto).
- Moloch - Oni de Netherealm – parceiro de Drahmin e subchefe do jogo (personagem não jogável).
- Nitara - Uma vampira manipuladora que busca separar seu reino natal de Outworld.

### Personagens que retornam
- Cyrax - Um ex-Lin Kuei ciborgue resgatado por Jax e Sonya e recrutado para o OIA, ele está preso em Outworld e manipulado por Nitara.
- Jax - Estabeleceu a Outworld Investigation Agency (OIA) com Sonya, que foi traída por um agente da OIA que destruiu o portal da agência.
- Johnny Cage – ator de Hollywood cuja carreira agora é marcada pela zombaria e que espera restaurar sua imagem.
- Kano - líder do Black Dragon e inimigo de longa data de Sonya e Jax.
- Kitana - princesa edeniana que se aliou a Goro para travar uma guerra contra Shao Kahn e, eventualmente, se une a Raiden contra a aliança mortal.
- Kung Lao - monge Shaolin que busca vingança pela morte de seu amigo Liu Kang.
- Quan Chi - nefasto feiticeiro egoísta que fechou o acordo com Shang Tsung formando a aliança mortal.
- Raiden - O deus do trovão que retoma seu status de deus menor para ajudar contra a aliança mortal.
- Reptile - O membro remanescente da raça Zaterriana e um especialista em infiltração e invisibilidade.
- Scorpion - espectro infernal algoz de Quan Chi que deixou o Netherealm para perseguir o feiticeiro.
- Shang Tsung - O feiticeiro que busca a imortalidade. Aliou-se a Quan Chi formando a aliança mortal.
- Sonya Blade – Parceira de Jax, que se sente responsável pelo desaparecimento dos dois agentes da OIA perdidos em Outworld quando o portal foi destruído.
- Sub-Zero – guerreiro grão-mestre criocinético (capaz de manipular o gelo) que restabelece os Lin Kuei como uma força do bem e solicita novos membros.

Mortal Kombat: Deadly Alliance é notável por ser o único jogo da série principal que não apresenta Liu Kang como personagem jogável, já que ele e Shao Kahn aparecem apenas no vídeo de introdução. Também mencionadas em Konquest são as mortes de Goro, Kabal, Motaro e Sheeva, mas eles apareceriam mais tarde em sequências. O Rei Dragão mencionado no jogo mais tarde apareceria como Onaga na sequência Mortal Kombat: Deception.
Devido a limitações de hardware, o porte Game Boy Advance de Deadly Alliance apresenta 12 dos 21 personagens jogáveis: Frost, Jax, Kano, Kung Lao, Kenshi, Kitana, Li Mei, Quan Chi, Scorpion, Shang Tsung, Sonya Blade e Sub -Zero. Uma segunda versão, com o subtítulo Mortal Kombat: Tournament Edition, mantém apenas Quan Chi, Scorpion e Shang Tsung, enquanto adiciona Bo' Rai Cho, Cyrax, Drahmin, Hsu Hao, Johnny Cage, Mavado, Nitara, Raiden e Reptile. Tournament Edition também adiciona três personagens extras que não estavam presentes nas outras versões: Sektor (uma troca da paleta de Cyrax), Noob Saibot (uma troca da paleta de Scorpion) e Sareena do spin-off de ação e aventura Mortal Kombat Mythologies: Sub-Zero. Ambas as versões excluem Blaze, Mokap e Moloch. Tournament Edition é o único jogo de luta de Mortal Kombat que não apresenta Sub-Zero de nenhuma forma, embora Noob Saibot seja revelado como o Sub-Zero original em Mortal Kombat: Deception.

## Desenvolvimento
A Midway anunciou no início de 1998 que o trabalho havia começado em um quinto jogo Mortal Kombat da linha principal e que estava sendo desenvolvido para o novo hardware da Midway.
Apesar do sucesso de Mortal Kombat 4, a série começou a sofrer de superexposição no final dos anos 1990, enquanto gerava projetos fracassados ou medíocres. A série animada de 1996 Mortal Kombat: Defenders of the Realm durou apenas uma temporada enquanto recebia uma recepção negativa da crítica e, em novembro de 1997, o filme Mortal Kombat: Annihilation, a sequência do bem-sucedido original de 1995, teve um desempenho inferior nos cinemas e foi mal recebido pela crítica. A série live-action de 1998, Mortal Kombat: Conquest durou apenas uma temporada. Na frente dos jogos, o side-scrolling Mortal Kombat Mythologies: Sub-Zero foi recebido com interesse limitado, assim como o porte Dreamcast de Mortal Kombat 4 de 1999 intitulado Mortal Kombat Gold. A vasta recepção negativa e as vendas terríveis afetaram Mortal Kombat: Special Forces de 2000.
Deadly Alliance foi o primeiro título principal de Mortal Kombat a ser desenvolvido diretamente para consoles domésticos, já que a Midway havia saído do mercado de fliperama em declínio. O produtor Ed Boon disse que sem "projetar o jogo de forma que levasse um quarto de você a cada dois minutos e meio", poderia haver um foco maior no jogo para um jogador.

## Lançamento
Para ajudar a promover o jogo, a banda americana rock Adema gravou uma música para o jogo intitulada "Immortal" e fez um videoclipe com a participação de Scorpion. A música foi usada em muitos dos comerciais do jogo e o videoclipe está incluído nos extras do jogo, bem como um pequeno vídeo ao vivo retirado da apresentação de Adema na Electronic Entertainment Expo de 2002. Mortal Kombat: Deadly Alliance foi lançado no Reino Unido no Dia dos Namorados de 2003. Um anúncio especial mostrava uma garota abraçando o namorado e quando ela se afastou, havia marcas de mãos ensanguentadas onde as mãos dela estavam nas costas dele.

## Recepção
A recepção de Mortal Kombat: Deadly Alliance foi geralmente favorável, uma vez que ressuscitou uma série que vinha diminuindo desde o final da década de 1990 e trouxe muitas novidades para isso. Jeremy Dunham de IGN elogiou o jogo por reinventar a fórmula Mortal Kombat, apontando especificamente para a implementação Ed Boon de "verdadeiras lutas tridimensionais, estilos de luta inteiramente diferentes e um profundo, sistema combo mais intuitivo". Também foi um sucesso comercial, logo incluído nas linhas de mais vendidos que recebem novas versões com desconto, Greatest Hits (PS2), Player's Choice (GameCube) e Platinum Hits (Xbox). Em 2003, Deadly Alliance tinha vendido 2 milhões de cópias. Em 2011, Ed Boon disse que o jogo tinha superado 3,5 milhões de unidades.